# The Miracle of the Hills
The Miracle of the Hills è un film del 1959 diretto da Paul Landres.
È un western statunitense ambientato nel 1882 con Rex Reason, Nan Leslie e Betty Lou Gerson.

## Produzione
Il film, diretto da Paul Landres su una sceneggiatura di Charles Hoffman, fu prodotto da Richard E. Lyons per la Associated Producers e girato dal 17 marzo 1959.

## Distribuzione
Il film fu distribuito negli Stati Uniti dal 27 luglio 1959 al cinema dalla Twentieth Century Fox.
Altre distribuzioni:
- in Messico il 23 giugno 1960 (El milagro de las colinas)